# 혼나미 겐지
혼나미 겐지(일본어: 本並 健治, 1964년 6월 23일 ~ )는 일본의 전 축구 선수이다.

## 구단 경력
1987년 일본 사커 리그의 마쓰시타 전기(감바 오사카)에 입단했다. 1997년까지 182경기에 출전, 1990년에 천황배 우승을 차지했다. 1997년 베르디 가와사키(도쿄 베르디)로 이적했다. 2001년후 현역 은퇴.

## 국가대표팀 경력
그는 1994년 기린컵에 참가할 일본 국가대표팀에 발탁되었으며, 5월 29일 프랑스와의 경기에서 데뷔했다. 그는 국제 A매치 통산 3경기에 출전했다.

## 통계
| 일본 | 일본 | 일본 |
| 연도 | 출전 | 득점 |
| ---- | ---- | ---- |
| 1994 | 3    | 0    |
| 통산 | 3    | 0    |